# Герб Узбекистана
Герб Узбекиста́на (узб. Oʻzbekiston Respublikasi davlat gerbi / Ўзбекистон Республикаси давлат герби) — один из официальных государственных символов (наряду с флагом и гимном) Республики Узбекистан. Утверждён 2 июля 1992 года законом «О Государственном гербе Республики Узбекистан» постановлением Верховного Совета Республики Узбекистан, на сессии Верховного Совета Республики Узбекистан.
Были предложены несколько вариантов нового герба государства, но в итоге предпочтение было отдано гербу, который был создан группой художников и графиков Академии художеств Узбекистана. Руководителем этой группы по некоторым данным являлся известный художник Анвар Мамаджанов. За основу нынешнего герба Узбекистана взят герб Узбекской ССР поздней версии. Узбекистан является одной из трёх бывших республик СССР, новые гербы которых очень похожи на предыдущие гербы советской эпохи. Остальными такими странами являются Таджикистан (см. Герб Таджикистана) и Беларусь (см. Герб Беларуси). Остальные бывшие советские республики приняли гербы совершенно непохожие на свои предыдущие гербы советской эпохи.
На основе государственного герба Республики Узбекистан, 9 апреля 1993 года был принят государственный герб Республики Каракалпакстан, который входит в состав Республики Узбекистан.

## Описание
Государственный герб Республики Узбекистан представляет собой изображение золотистого восходящего солнца с лучами над горами, реками и долиной, окруженными венком, состоящим справа из колосьев пшеницы и слева — из веток хлопчатника с раскрытыми коробочками хлопка. 
В верхней части герба находится восьмигранник, символизирующий знак утверждения республики, внутри которого полумесяц и пятиконечная звезда. В центре герба изображена птица Хумо с раскрытыми крыльями — символ счастья и свободолюбия. Внизу на банте ленты венка, символизирующей Государственный флаг Узбекистана, надпись «O‘zbekiston» (изначально применялся кириллический вариант «ЎЗБЕКИСТОН»).
В цветном изображении Государственного герба Республики Узбекистан птица Хумо и реки — серебристые; солнце, колосья, раскрытые коробочки хлопка и надпись «O‘zbekiston» — золотистые; ветки, листья хлопчатника, горы и долины — зеленые, хлопок в раскрытых коробочках — белый; лента трехцветная, воспроизводящая цвета Государственного флага Республики Узбекистан; восьмигранник голубой, обрамленный золотистой каймой; полумесяц и звезда — белые.

## Значение
Изображённая в центре герба мифическая птица Хумо (узб. Humo qushi / Ҳумо қуши) из иранской мифологии и тюркских преданий эпохи Тюркского каганата в Узбекистане считается птицей счастья, свободолюбия и доброты. Средневековый поэт Алишер Навои считал птицу Хумо самым добрым из всех живых существ. 
В верхней части герба находится мусульманский символ Руб аль-хизб, представляющий собой восьмиконечную звезду голубого цвета с золотыми краями, внутри которой изображены белые полумесяц и пятиконечная звезда. Восьмиконечная звезда, по некоторым данным, символизирует утверждение республики, а вместе с полумесяцем и пятиконечной звездой символизирует мусульманское большинство страны и национальные и религиозные меньшинства, которые живут вместе в единстве и взаимопонимании.
Изображение солнца с лучами символизирует свет, озаряющий путь государства, а также подчеркивает уникальные природно-климатические условия республики, так как большую часть года в Узбекистане — солнечная и жаркая погода, и Узбекистан известен как «солнечная страна». Две реки, протекающие по долине с гор, символизируют две длиннейшие и крупнейшие реки в Средней Азии — Амударью и Сырдарью, которые протекают по территории Узбекистана. Изображение гор и долины символизируют высокие горы (Тянь-Шань, Памиро-Алай, Зеравшанский и Туркестанский хребты, и другие) и, соответственно, плодородные долины и оазисы Узбекистана, такие как Ферганская долина, Зеравшанская долина, Хорезмский оазис, Бухарский оазис и другие.
Колосья пшеницы символизируют хлеб, достаток и изобилие, а раскрытые коробочки хлопчатника символизируют сельское хозяйство страны и самое главное сельскохозяйственное богатство — хлопок, который в Узбекистане называют «белым золотом», и Узбекистан находится на 5-м месте в мире по его выращиванию и производству, а также размерам посевов хлопка, являясь одним из крупнейших экспортёров хлопка. Перевитые ленты с цветами из государственного флага, по некоторым данным, символизируют консолидацию сельского хозяйства, промышленности и науки государства.